# Волынское наместничество
Волынское наместничество — административно-территориальное образование в Российской империи. Губернский город — Звягель . Образовано в 1795 году после Третьего раздела Речи Посполитой из части Изяславского наместничества.